# مردم عادی (رمان)
مردم عادی رمانی است که در سال ۲۰۱۸ توسط نویسنده ایرلندی سالی رونی چاپ شد. این دومین اثر او پس از صحبت با دوستان (۲۰۱۷) است. این رمان در آمریکا پرفروش شد و در چهار ماه نخست انتشار، بیش از ۶۴۰۰۰ نسخه چاپی آن به فروش رفت. در آوریل ۲۰۲۰ مجموعه تلویزیونی موفقی با همین نام روی آنتن رفت.

## بازخورد
این رمان در فهرست جایزه من بوکر ۲۰۱۸ آمد. به عنوان کتاب سال واتراستون ۲۰۱۸ به آن رای داده شد و در مراسم جوایز کتاب کاستا ۲۰۱۸ برنده بخش «بهترین رمان» شد. در سال ۲۰۱۹ نام آن در فهرست جایزه ادبیات داستانی زنان آمد. همان سال از سوی گاردین در میان ۱۰۰ کتاب برتر قرن ۲۱ رتبه ۲۵ را از آن خود کرد. رسانه‌های ایرلند آن را اثری مجادله برانگیز خواندند و به این نکته اشاره داشتند که رونی مارکسیست است و مطالبی مرتبط با سند مانیفست حزب کمونیست و رمان دفترچه طلایی نوشته نویسنده فمینیست دوریس لسینگ در کتاب آمده‌است.